# Gerson von Bleichröder
Gerson von Bleichröder (22 décembre 1822 à Berlin en Royaume de Prusse - 18 février 1893) est un banquier prussien de confession juive, proche du chancelier Otto von Bismarck.

## Biographie
Gerson von Bleichröder est le fils aîné de Samuel Bleichröder, fondateur de la banque S. Bleichröder en 1803 à Berlin.
Tout comme son associé Julius Schwabach, il est connu de ses contemporains comme banquier d'Otto von Bismarck et occupe comme tel, avant tout, une fonction politique comme manœuvre de l'Office des Affaires étrangères (Allemagne). Julius Schwabach et Gerson von Bleichröder sont actionnaires de l'Agence Continentale, devenue depuis 1865 une société en commandite.
Ami personnel de Richard Wentzel, conseiller à la cour de l'empereur allemand, il l'aide à prendre en contrôle en 1865 de l'Agence Continentale, dont ce dernier prend la tête en 1871. Gerson von Bleichröder est parallèlement l'inspirateur et l'informateur de la Berliner Börsen-Zeitung (1855-1944), qui devient le grand organe financier allemand et son très expérimenté directeur, Hermann Killisch von Horn (de). Le succès ce journal favorise l'expansion du service d'informations économiques et financières de l'Agence Continentale.
Selon la recherche historique, la banque maintient de proches contacts avec la famille Rothschild. La banque de Bleichröder est utilisée comme une succursale à Berlin de la banque des Rothschilds. Gerson Bleichröder fait en sorte d'étendre cette relation. Dès 1855 il est à la tête de la banque.
En 1860, la banque Bleichröder est une des premières adresses du marché pour les emprunts de l'État et, avec la banque Kölner.Sal. Oppenheim, le numéro un lors du financement des trains de fer et du financement industriel.
Bleichröder justifie sa position mondiale avec le financement des entreprises russes et du budget de l'État russe. Comme membre éminent du consortium prussien, une association des banques allemandes éminentes, Bleichröder est associé de manière décisive au financement de la monarchie et de l'empire.
Il est considéré par ses contemporains comme l'homme le plus riche de la Prusse et comme l'un des plus riches hommes du monde.
Son action internationale comme émissaire (de) d'Otto von Bismarck est vue au travers de son métier de banquier comme couronnée de succès. Bismarck utilise les relations d'affaires des Bleichröders, avant tout, avec les Rothschild et les autres banquiers privés considérables de toutes les capitales européennes pour recevoir des informations sur la situation économique et politique de ces pays. Simultanément il profite de ce que Gerson Bleichröder, social, est en contact avec les économistes et partiellement les élites politiques de ces pays. Bismarck et Bleichröder ont confiance l'un envers l'autre et se fréquentent amicalement.
Le banquier et l'homme privé Bleichröder pouvait devenir le porteur des messages délicats que Bismarck sous couvert officiel, ne voulait pas formuler sur le parquet diplomatique. Bleichröder et avec lui les amis banquiers organisent le financement de la guerre austro-prussienne de 1866 par un emprunt de l'État.
Le plan "révolutionnaire", approuvé par Bismarck, d'Abraham Oppenheim et Bleichröder, de privatiser les mines présentes dans l'État de la Sarre et financer ainsi la guerre, ne s'impose pas chez le roi prussien. Bleichröder est associé aux négociations et au déroulement des réparations de guerre françaises à la suite de la guerre franco-prussienne de 1870 de manière décisive.